# 洪鎔
洪鎔（1877年—1968年2月15日），字铸生、一字竹荪，安徽芜湖人，中国教育家。

## 生平
洪镕幼年在上海就读。光绪二十四年（1898年），他以廪贡生被清政府选派到日本帝国高等工业学校留学。其间，他被推中国留日同学会的十二位评议员之一。光绪三十年（1904年）他自日本回国。光绪三十一年（1905年），他获得工科进士，授翰林院编修、国史馆协修，后辞官，到京师高等实验学堂任教习。
中华民国成立后，蔡元培任中华民国临时政府教育总长，任命洪镕为国立北京高等工业学校校长。1918年2月，洪镕与蔡元培联合举办学术演讲会，并聘陈独秀、李大钊、胡适、钱玄同、鲁迅等新旧各派学者演讲。1919年五四运动中，他为营救被捕学生不果，而一度辞职。
1922年，他辞职回归故里，在芜湖广福矶创办私立芜湖工业专门学校，1925年更命名为私立芜湖中江中学，1927年停办，1928年复办，1931年又停办。抗日战争爆发后，1937年日军占领芜湖，该校停办。1928年2月安徽大学成立后，1932年因学校欠款，校长辞职。1932年6月，洪镕和方振武、许世英、柏文蔚、杨武之等十五人组成安徽大学董事会，解决学校困难。
中华人民共和国成立后，他经黄炎培举荐，于1951年12月聘为中央文史研究馆馆员。1968年2月15日，洪镕在北京逝世。1981年，洪镕骨灰从北京迁到芜湖镜湖烟雨墩。

## 家庭
- 父：洪锡璜，曾任县丞，后为上海知县，输洋务局，清丈地租局。